# Rete tranviaria di Vicenza
La rete tranviaria di Vicenza, estesa per poco più di 6 km, rappresentò un capitolo importante nella storia dei trasporti urbani cittadini. Preceduta da una linea a cavalli attiva fra il 1884 e il 1893, la rete a trazione elettrica si sviluppò fra il 1910 e il 1922, per poi iniziare un periodo di declino conclusosi con la definitiva sostituzione con il servizio filoviario di Vicenza, avvenuta nel 1951.

## Storia
Una prima tranvia urbana, a trazione ippica, fu inaugurata "con un plauso trionfale" il 13 luglio 1884 per iniziativa di due professionisti della città. Tale impianto, lungo 2,3 km e dotato di un punto di incrocio, collegava la stazione ferroviaria con corso Padova, presso la chiesa di San Giuliano. Nel 1890 si aggiunse una seconda linea fra Porta Castello e Borgo San Felice. Il servizio a cavalli cessò tuttavia nel 1893, a causa dello scarso gradimento dell'utenza che si rifletteva sui bilanci societari.

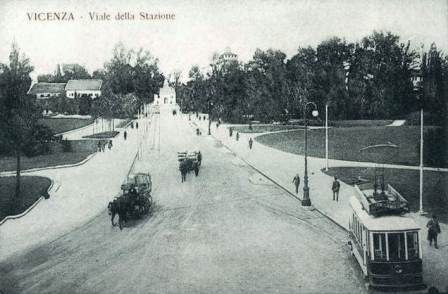
Il viale della stazione

Nel 1906 la neocostituita AIM progettò una linea tranviaria a trazione elettrica per collegare la stazione sia con il centro storico che con i quartieri di recente urbanizzazione; nel 1909, approvato il progetto, iniziò la costruzione della prima linea, Stazione-Borgo Padova, che ricalcava il percorso del precedente servizio a cavalli; dopo un referendum cittadino che confermò l'affidamento ad AIM dell'esercizio svoltosi l'8 maggio 1910, il 29 maggio dello stesso anno la tranvia fu inaugurata.
Il servizio si svolgeva dalle ore 7 alle 22 con corse ogni 6 minuti, integrato da servizi serali in corrispondenza con l'arrivo e la partenza dei treni e la fine degli spettacoli teatrali.
Nel 1911 la linea fu prolungata fino al passaggio a livello della ferrovia Vicenza-Schio; contestualmente furono condotti i lavori di costruzione della seconda, lunga circa 1 km e inaugurata il 30 giugno, che da Porta Castello si diramava verso Borgo San Felice.
Terminata la prima guerra mondiale, che aveva determinato una sospensione nei piani di potenziamento degli impianti, si poté prolungare la rete con l'inaugurazione, avvenuta nel 1922, della tratta Borgo San Felice-San Lazzaro portandola alla sua massima estensione, pari ad oltre 6 km.
Negli anni trenta la colorazione delle elettromotrici aveva assunto la livrea in due toni di verde imposta dal ministero dei trasporti.
Il declino del servizio tranviario iniziò nel 1925, allorché l'AIM istituì due nuove linee automobilistiche esercite con veicoli a batteria, che ben presto si decise di sostituire con una rete filoviaria: nel 1928 fu soppressa la tranvia fra la stazione e Borgo Padova.
La tratta Porta Castello-San Lazzaro sopravvisse invece ai bombardamenti della seconda guerra mondiale, venne riattivata fra il 1946 e il 1947, e rimase in esercizio fino alla sua definitiva soppressione avvenuta nell'estate del 1951.

## Caratteristiche

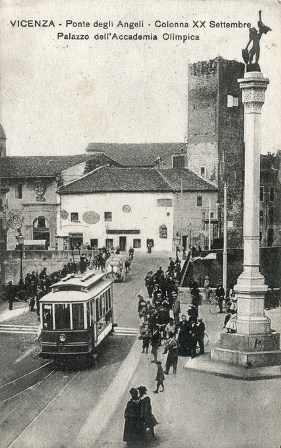
Il tram al ponte degli Angeli, in una cartolina d'epoca.

A differenza del precedente impianto con trazione ippica, che era stato realizzato a scartamento ordinario, la rete AIM era costruita a scartamento metrico, utilizzando rotaie di tipo Phoenix; la prima linea, lunga 2,1 km, presentava raddoppi a Porta Castello e lungo l'allora corso Principe Umberto.
Gli impianti erano alimentati in corrente continua, alla tensione di 500 V.

### La rete
La sottostazione elettrica di alimentazione della rete sorgeva in zona San Biagio; il deposito officina si trovava nelle adiacenze della stazione delle tranvie extraurbane, dietro al teatro Verdi, ed era collegato attraverso un breve raccordo che si distaccava da via Roma, alla linea che dalla stazione costeggiava il Campo Marzio per raggiungere Porta Castello..
Da qui la linea per Borgo Padova percorreva per intero l'allora corso Principe Umberto (poi corso Andrea Palladio) per poi passare il fiume Bacchiglione mediante il ponte degli Angeli; da qui il binario attraversava la contrada detta porta Padova e proseguiva lungo corso Padova fino al capolinea. Il tratto di prolungamento di questa linea realizzato nel 1911 presentava un punto singolare in corrispondenza dell'incrocio con la tranvia per Noventa Vicentina e Montagnana, aperta nel medesimo anno.
Dal lato opposto la linea che da porta Castello conduceva a San Lazzaro percorreva la cosiddetta strada Veronese (poi corso Santi Felice e Fortunato - viale Verona) incrociava a raso il binario delle tranvie extraurbane una delle quali, quella per Recoaro, percorreva la via San Felice in affiancamento al binario urbano.

## Materiale rotabile
Per avviare il servizio sulla prima linea la AIM si dotò di sei elettromotrici realizzate dalle Officine Meccaniche Italiane; tali rotabili, bidirezionali, erano dotati di equipaggiamento elettrico Thomson-Houston da 36 kW e offrivano 36 posti di cui 20 a sedere. Ad essi si aggiungevano tre rimorchiate, anch'esse a due assi.
Nel 1922, in occasione dell'apertura del tronco Borgo San Felice-San Lazzaro, furono immesse in servizio ulteriori cinque elettromotrici analoghe alle precedenti e altre tre rimorchiate.

### Materiale motore - prospetto di sintesi
| Unità | Anni di acquisizione | Costruttore              | Potenza | Note                                                        |
| ----- | -------------------- | ------------------------ | ------- | ----------------------------------------------------------- |
| 1÷6   | 1910                 | Reggiane/Thomson-Houston | 36 kW   | A due assi; la fornitura comprendeva 3 rimorchiate analoghe |
| 7÷11  | 1922                 | Reggiane/Thomson-Houston | 36 kW   | A due assi; la fornitura comprendeva 3 rimorchiate analoghe |

## Galleria d'immagini

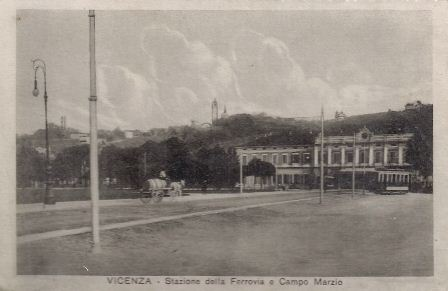
Stazione FS con tram
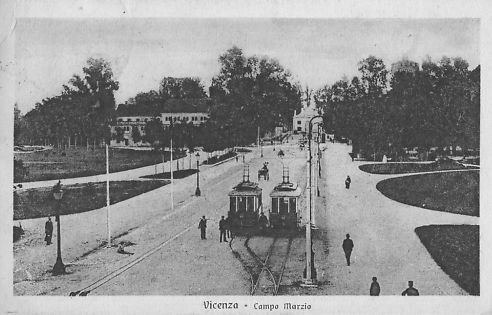
Campo Marzio
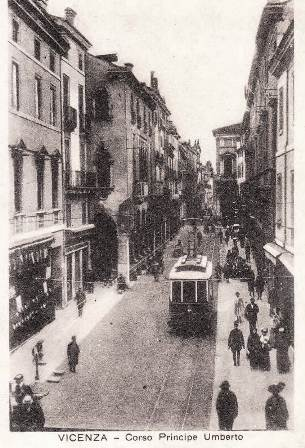
Centro di Vicenza
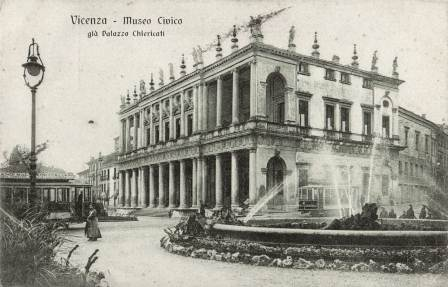
Museo Civico
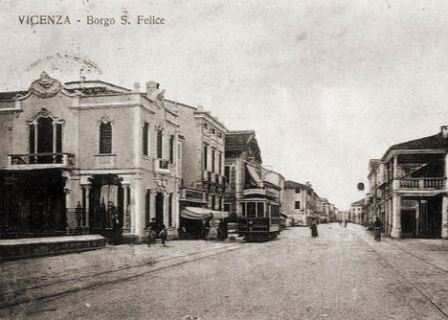
Borgo San Felice